# Charles Eugène Bertrand
Charles Eugène Bertrand ( Paris, 2 de janeiro de 1851 – 18 de agosto de 1917 ) foi um paleobotânico francês (Université Lille Nord de France).

## Publicações
- Traité de botanique à l'usage des aspirants au grade de licencié ès sciences naturelles et au grade d'agrégé des lycées pour les sciences naturelles (1881).
- Recherches sur les tmésiptéridées (1883).
- Remarques sur le ″lepipodendron Hartcourtii″ de Witham (1891).
- Les charbons humiques et les charbons de purins (1898).
- Étude sur quelques caractéristiques de la structure des filicinées actuelles (1902).
- Les coprolithes de Bernissart (1903).